# Sörsjön, Södermanland
Sörsjön är en sjö i Södertälje kommun i Södermanland och ingår i Tyresån-Trosaåns kustområde. Sjön har en area på 0,93 kvadratkilometer och ligger 19,1 meter över havet.

## Delavrinningsområde
Sörsjön ingår i det delavrinningsområde (654187-160052) som SMHI kallar för Utloppet av Sörsjön. Medelhöjden är 33 meter över havet och ytan är 8,07 kvadratkilometer. Det finns inga avrinningsområden uppströms utan avrinningsområdet är högsta punkten. Vattendraget som avvattnar avrinningsområdet har biflödesordning 2, vilket innebär att vattnet flödar genom totalt 2 vattendrag innan det når havet efter 5,8 kilometer. Avrinningsområdet består mestadels av skog (43 procent), öppen mark (17 procent) och jordbruk (25 procent). Avrinningsområdet har 3,26 kvadratkilometer vattenytor vilket ger det en sjöprocent på 12,5 procent. Bebyggelsen i området täcker en yta av 0,3 kvadratkilometer eller 1 procent av avrinningsområdet.